# The Mentalist
The Mentalist è una serie televisiva statunitense creata da Bruno Heller e prodotta dal 2008 al 2015.
La serie fu trasmessa in prima visione assoluta negli Stati Uniti da CBS dal 23 settembre 2008. L'edizione in lingua italiana fu trasmessa in Italia sui canali Mediaset e in Svizzera su RSI LA1, in entrambi i casi a partire dal 28 aprile 2009.

## Trama
(Tagline della serie televisiva)
Patrick Jane è consulente al California Bureau of Investigation (CBI), dove aiuta la squadra investigativa coordinata dal sergente Teresa Lisbon e formata da Kimball Cho, Wayne Rigsby e Grace Van Pelt usando il suo particolare talento da mentalista. La sua dote gli permette di notare ogni piccolo dettaglio, ogni sfuggevole particolare, magari inutile all'apparenza, che per Patrick diventa un prezioso tassello del puzzle che lo porterà a risolvere, caso dopo caso, tutti i delitti a cui viene assegnata la squadra investigativa di cui fa parte. Il suo talento però non gli ha portato solo successi. Ha un passato segnato da una tragedia, causata dalla spavalderia nello sfruttare la sua dote, fingendosi sensitivo, che ha provocato le ire di John il Rosso, un assassino seriale che ha sterminato la sua famiglia provocandogli un crollo psicologico. Proprio a causa sua si noterà il lato oscuro di Patrick, persona apparentemente solare e serena, ma nel profondo turbata e desiderosa di vendicare la sua famiglia.

## Episodi
| Stagione         | Episodi | Prima TV USA | Prima TV in italiano |
| ---------------- | ------- | ------------ | -------------------- |
| Prima stagione   | 23      | 2008-2009    | 2009                 |
| Seconda stagione | 23      | 2009-2010    | 2010                 |
| Terza stagione   | 24      | 2010-2011    | 2011                 |
| Quarta stagione  | 24      | 2011-2012    | 2012                 |
| Quinta stagione  | 22      | 2012-2013    | 2013                 |
| Sesta stagione   | 22      | 2013-2014    | 2014                 |
| Settima stagione | 13      | 2014-2015    | 2015                 |

## Personaggi e interpreti
- Patrick Jane (stagioni 1-7), interpretato da Simon Baker, doppiato da Sandro Acerbo.
- Teresa Lisbon (stagioni 1-7), interpretata da Robin Tunney, doppiata da Tiziana Avarista.
- Kimball Cho (stagioni 1-7), interpretato da Tim Kang, doppiato da Alessandro Quarta.
- Wayne Rigsby (stagioni 1-6, guest 7), interpretato da Owain Yeoman, doppiato da Vittorio De Angelis.
- Grace Van Pelt (stagioni 1-6, guest 7), interpretata da Amanda Righetti, doppiata da Ilaria Latini.
- Dennis Abbott (stagioni 6-7), interpretato da Rockmond Dunbar, doppiato da Simone Mori.
- Kim Fischer (stagione 6), interpretata da Emily Swallow, doppiata da Francesca Fiorentini.
- Jason Wylie (stagione 7, ricorrente 6), interpretato da Joe Adler, doppiato da Paolo Vivio.
- Michelle Vega (stagione 7), interpretata da Josie Loren, doppiata da Perla Liberatori.

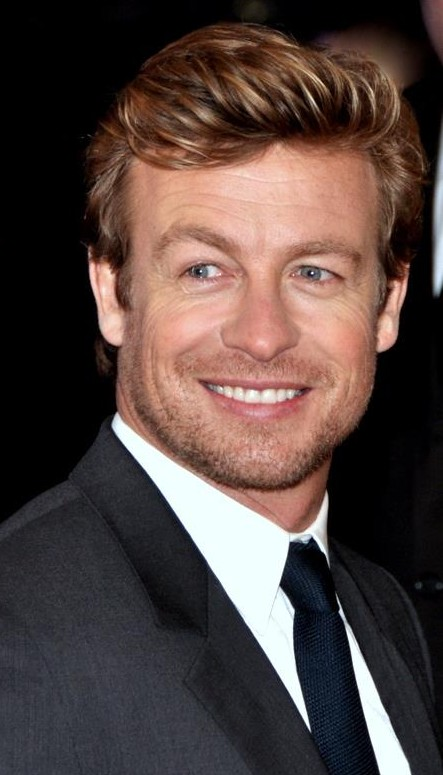
Simon Baker interpreta Patrick Jane
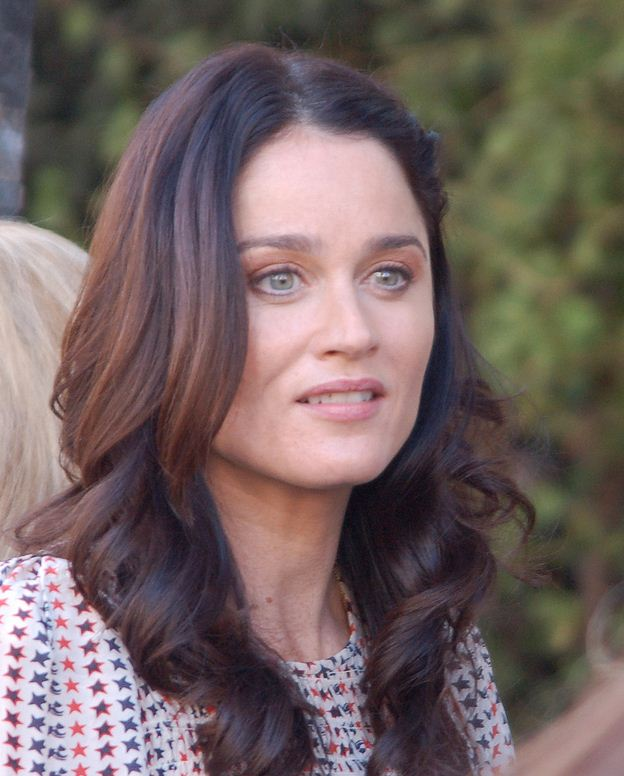
Robin Tunney interpreta Teresa Lisbon
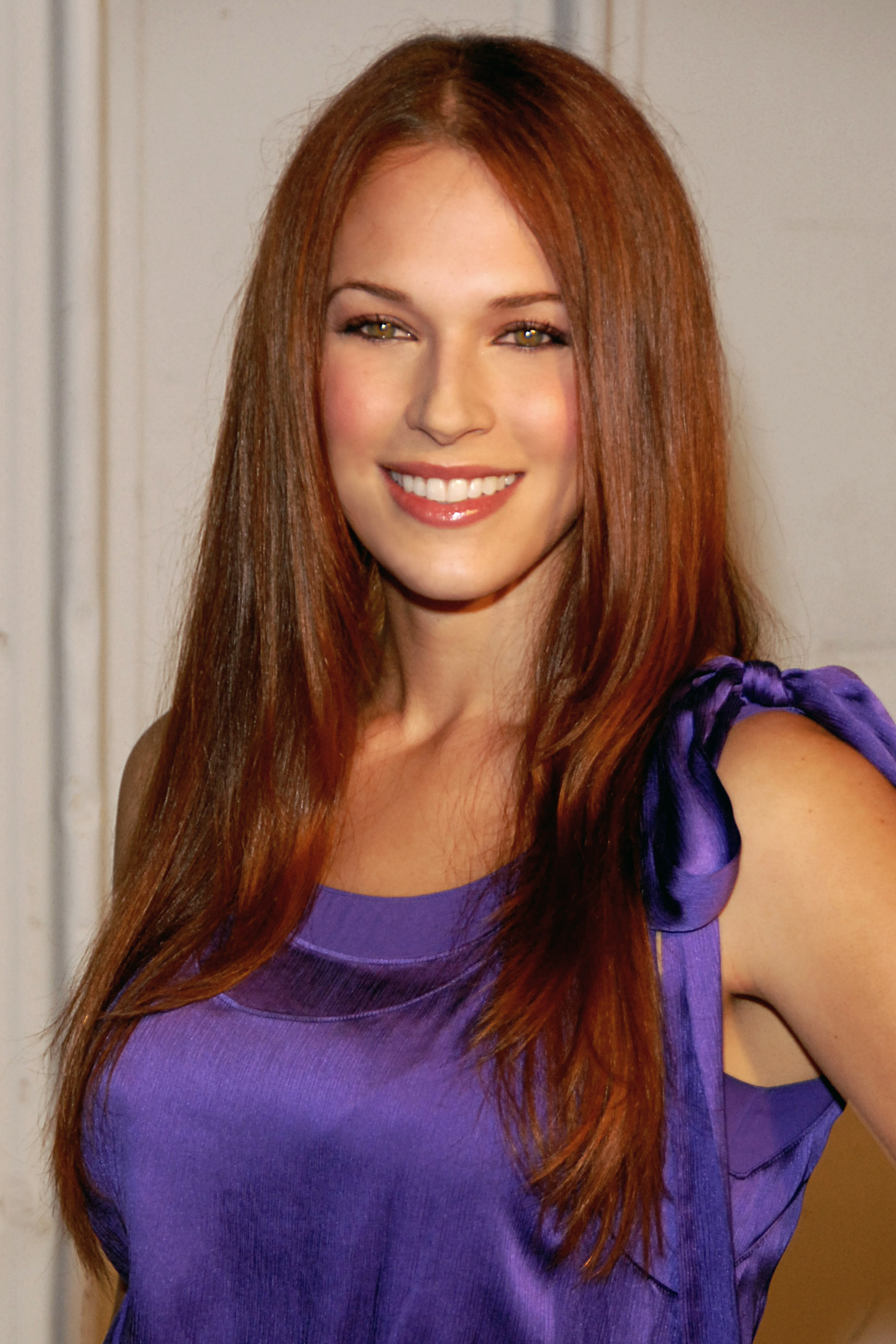
Amanda Righetti interpreta Grace Van Pelt

Molte le guest star che hanno preso parte alla serie, come Malcolm McDowell, Pruitt Taylor Vince, Terry Kinney, Emmanuelle Chriqui, Eric Winter, Leslie Hope, Titus Welliver, Morena Baccarin, Pedro Pascal, Željko Ivanek, Dylan Baker, Reed Diamond, Rebecca Wisocky, Joe Adler, Kevin Corrigan, Aunjanue Ellis, Samaire Armstrong, Paul Michael Glaser, John Billingsley, Frederick Koehler, Mark Pellegrino.

## Produzione
Peculiarità dei titoli degli episodi, fino all'ottavo della sesta stagione, è di avere in ciascuno il termine «red» («rosso» nella traduzione italiana) o altri termini che rimandano al colore (come «blood», «crimson» o «cherry»). Questo è un chiaro riferimento al nome del serial killer Red John (John il Rosso), che, pur non comparendo in tutti gli episodi, è costantemente coinvolto nella vita psicologica del protagonista. Nella versione in lingua italiana nei titoli è sempre inserita la parola «rosso», anche quando nel titolo originale si trovano altri termini. Nella versione originale fa eccezione il primo episodio, intitolato semplicemente Pilot; nella versione italiana questo episodio è stato intitolato John il Rosso, con il risultato che esistono due episodi con questo titolo, dato che è intitolato così anche l'ottavo della sesta stagione (in originale Red John). A partire dal nono episodio della sesta stagione i titoli contengono ciascuno il nome di un colore diverso, o parole che rimandano a un colore (come «violets»), anche nella versione italiana (ad esempio «oro»).
Articolata, secondo il progetto originario, in tre stagioni, dato il successo di pubblico a livello mondiale, ancor più che negli Stati Uniti e in Canada, il 18 maggio 2011 la CBS ha rinnovato la serie per una quarta stagione. La produzione è stata poi confermata negli anni per una quinta e sesta stagione. Il 10 maggio 2014 il network ha infine rinnovato la serie per una settima e ultima stagione di tredici episodi, in onda dal 30 novembre successivo.

## Accoglienza
L'episodio pilota ha avuto un ascolto medio di 15,6 milioni in prima visione e di 7,8 milioni tre giorni dopo.

## Colonna sonora
La colonna sonora di The Mentalist è stata composta da Blake Neely.

### The Mentalist, Seasons 1-2 Original Television Soundtrack
Il 21 settembre 2010 viene pubblicata la colonna sonora della prima e seconda stagione della serie televisiva.
Edizioni musicali, sotto licenza esclusiva della WaterTower Music. Tutti i brani sono di Neely, tranne il noto Preludio in Do Maggiore, opera di Johann Sebastian Bach (da Il clavicembalo ben temperato).
1. Believe (Jane's Theme) – 3:25
2. Main Title Theme (Extended Version) – 1:08
3. Scene of a Crime – 3:37
4. Raise Your Hand If You're Guilty – 1:42
5. Sorry Hurts – 2:40
6. Careless Clues – 2:23
7. I Don't Need Saving – 2:14
8. Lisbon Secrets – 2:22
9. Restless and Annoyed – 3:24
10. Reading Between the Lies – 4:12
11. Closed-Case Donuts – 1:12
12. Graceful – 1:41
13. Your Worst Nightmare – 2:37
14. Flowers, Bodies and Smiles – 5:08
15. Coins and Cards – 1:17
16. Mastermind – 5:37
17. Bait and Switch – 2:56
18. Shapes – 2:07
19. Maybe Next Time – 3:13
20. Cat and Mouse – 2:11
21. Senses – 2:37
22. Cunning and Coy – 1:21
23. Off the Case – 3:45
24. Face to Face – 4:11
25. Tea Time – 1:37
26. Redemption – 2:44
27. Prelude in C (From Book 1 of The Well-Tempered Clavier, BWV 846) – 1:39

## Riconoscimenti
- 2009 - Television Critics Association Awards
  - Nomination Miglior nuovo programma TV
- 2009 - People's Choice Awards
  - Miglior nuova serie televisiva drammatica
- 2009 - Emmy Award
  - Nomination Miglior attore protagonista in una serie drammatica a Simon Baker
- 2009 - Crime Thriller Awards
  - Nomination Miglior serie televisiva drammatica-poliziesco
- 2009 - Golden Globe
  - Nomination Miglior attore in una serie drammatica a Simon Baker
- 2009 - ASCAP Award
  - Miglior colonna sonora per una serie televisiva a Blake Neely
- 2009 - Artios Award
  - Nomination Miglior casting per una serie televisiva drammatica a Robert J. Ulrich, Eric Dawson e Carol Kritzer
- 2009 - Young Artist Awards
  - Nomination Miglior prestazione di un giovane attore in una serie televisiva a Dylan Minnette
  - Nomination Miglior prestazione di una giovane attrice in una serie televisiva a Isabella Acres
- 2010 - Screen Actors Guild Awards
  - Nomination Miglior prestazione per un attore in una serie drammatica a Simon Baker
- 2010 - AACTA Award
  - Nomination Miglior attore a Simon Baker
- 2010 - Young Artist Awards
  - Nomination Miglior prestazione di un giovane attore Under 14 in una serie televisiva a Colby Paul

- 2011 - Golden Reel Awards
  - Nomination Miglior montaggio sonoro - Miglior supervisione dialoghi a Thierry J. Couturier, Thierry J. Couturier
- 2011 - People's Choice Awards
  - Nomination Miglior serie poliziesca a Simon Baker
- 2011 - Young Artist Awards
  - Nomination Miglior prestazione di una giovane attrice Under-16/21 in una serie televisiva a Erin Sanders
- 2013 - BMI Film & TV Award
  - Miglior colonna sonora a Blake Neely
- 2013 - GLAAD Media Awards
  - Nomination Miglior episodio singolo con un personaggio LGBT (per l'episodio Tacchi rossi)
- 2013 - Monte-Carlo Television Festival
  - Miglior serie televisiva drammatica
- 2014 - People's Choice Awards
  - Nomination Miglior serie televisiva drammatica-poliziesco
- 2014 - PRISM Awards
  - Nomination Miglior episodio drammatico (per l'episodio Rosso, bianco e blu)
- 2015 - People's Choice Awards
  - Nomination Miglior serie televisiva drammatica-poliziesco
  - Nomination Miglior attore in una serie televisiva drammatica-poliziesco a Simon Baker
  - Nomination Miglior attrice in una serie televisiva drammatica-poliziesco a Robin Tunney

## Edizioni home video
| Stagione completa | Date di uscita    | Date di uscita     | Date di uscita          | Date di uscita    |
| Stagione completa | Regione 1         | Regione 2 (Italia) | Regione 2 (Regno Unito) | Regione 4         |
| ----------------- | ----------------- | ------------------ | ----------------------- | ----------------- |
| 1ª                | 22 settembre 2009 | 23 febbraio 2010   | 8 marzo 2010            | 23 settembre 2009 |
| 2ª                | 21 settembre 2010 | N/D                | 8 novembre 2010         | 10 novembre 2010  |
| 3ª                | 20 settembre 2011 | N/D                | 10 ottobre 2011         | 26 ottobre 2011   |
| 4ª                | 18 settembre 2012 | N/D                | 8 ottobre 2012          | 7 novembre 2012   |
| 5ª                | 17 settembre 2013 | N/D                | 14 ottobre 2013         | 16 ottobre 2013   |
| 6ª                | 30 settembre 2014 | N/D                | 20 ottobre 2014         | 8 ottobre 2014    |
| 7ª                | 28 aprile 2015    | N/D                | N/D                     | N/D               |